# Маргарита Клементина Австрійська
Маргарита Клементина Марія Австрійська (нім. Margarethe Klementine Maria von Österreich, угор. Habsburg–Toscanai Margit Klementina Mária; 6 липня 1870 — 2 травня 1955) — представниця угорської гїлки династії Габсбургів, донька ерцгерцога Йозефа Карла Австрійського та принцеси Саксен-Кобург-Готської Клотильди, дружина 8-го князя Турн-унд-Таксіс Альберта.

## Біографія
Маргарита Клементина народилась 6 липня 1870 року у замку Альшут в Угорщині. Їі батьками були ерцгерцог Йозеф Карл Австрійський та Клотильда Саксен-Кобург-Готська. У сім'ї вже зростала донька Марія Доротея, а протягом наступних чотирнадцяти років народилися ще четверо дітей.
У 20 років принцеса пошлюбилася із 23-річним князем Турн-унд-Таксіс Альбертом. Весілля відбулося 15 липня 1890 у Будапешті. У подружжя народилося семеро синів та донька.
Пара разом дожила до похилого віку. Обидва померли у 84 роки: Альберт — на початку 1952 року, Маргарита Клементіна —у 1955. Поховані у склепі каплиці абатства святого Еммерама у Регенсбурзі.

## Родина

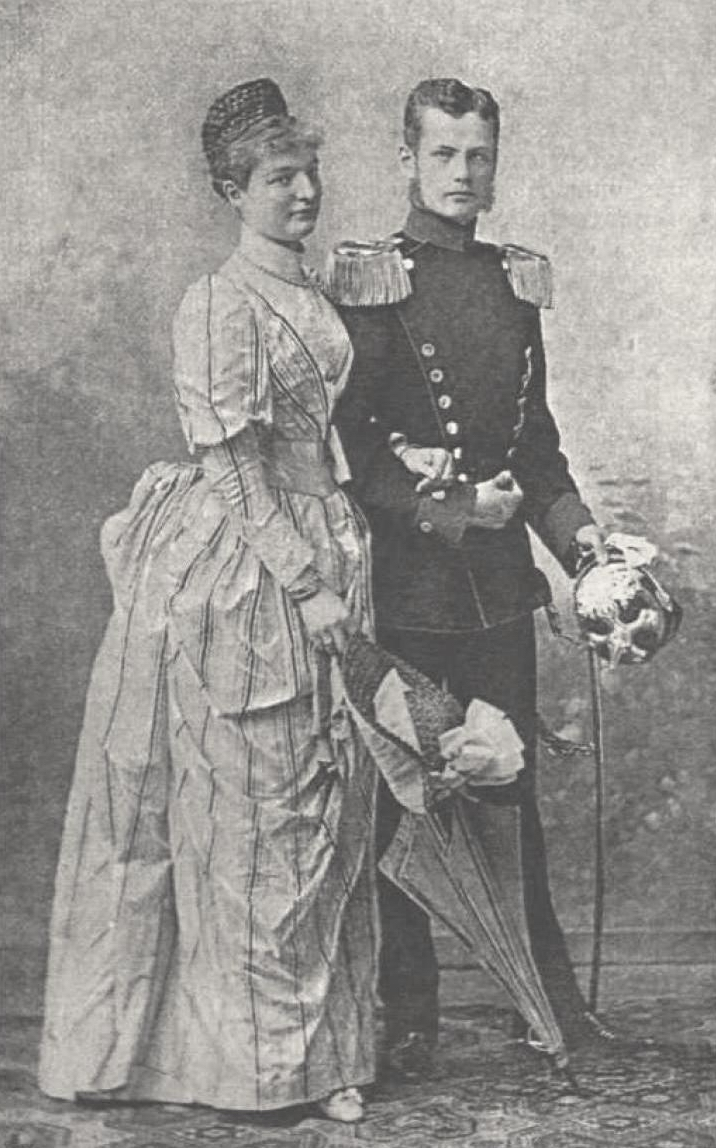
Маргарита Клементина із чоловіком

Чоловік —  Альберт Турн-унд-Таксіс
Діти:
- Франц Йозеф (1893—1971) — 9-й князь Турн-унд-Таксіс, був пошлюблений із Ізабеллою Марією Браганса, мав п'ятеро дітей;
- Йозеф Альберт (4 листопада—7 грудня 1895) — помер немовлям;
- Карл Август (1898—1982) — 10-й князь Турн-унд-Таксіс, був пошлюблений з Марією Анною Браганса, мав четверо дітей;
- Людвіг Філіп (1901—1933) — був пошлюблений з Єлизаветою Люксембурзькою, мав сина та доньку;
- Макс Емануель (1902—1994) — став ченцем-бенедиктинцем;
- Єлизавета Олена (1903—1976) — була пошлюблена із маркграфом Фрідріхом Крістіаном Мейсенським, мала п'ятеро дітей;
- Рафаель Райнер (1906—1993) — був пошлюблений з Маргаритою Турн-унд-Таксіс, мав єдиного сина;
- Філіп Ернст (1908—1964) — був пошлюблений з Еулалією Турн-унд-Таксіс, мав трьох дітей.